# Cuttin' Grass, Vol. 2: The Cowboy Arms Sessions
Cuttin' Grass, Vol. 2: The Cowboy Arms Sessions è il sesto album in studio del cantautore statunitense Sturgill Simpson, pubblicato nel 2020.

## Tracce
1. Call to Arms – 3:02
2. Brace for Impact (Live a Little) – 4:18
3. Oh Sarah – 3:05
4. Sea Stories – 3:11
5. Hero – 3:04
6. Welcome to Earth (Pollywog) – 4:41
7. Jesus Boogie – 3:31
8. Keep It Between the Lines – 3:08
9. You Can Have the Crown – 3:06
10. Tennessee – 3:14
11. Some Days – 2:53
12. Hobo Cartoon – 2:32

## Formazione
- Sturgill Simpson – voce, chitarra
- Mike Bub – contrabbasso
- Stuart Duncan – fiddle, cori
- Mark Howard – cori, chitarra
- Sierra Hull – mandolino, cori
- Miles Miller – percussioni, cori
- Tim O'Brien – cori, chitarra
- Scott Vestal – banjo, cori

## Classifiche
| Classifica (2020-2021) | Posizione raggiunta |
| ---------------------- | ------------------- |
| Stati Uniti            | 127                 |